# Championnats de France de natation 2025
Navigation
Chartres 2024 2026
Les Championnats de France de natation 2025 ont lieu à Montpellier du 14 au 19 juin 2025, au sein de la Piscine olympique Angelotti.
Ces championnats permettent aux meilleurs athlètes de se qualifier pour les Championnats du monde de natation 2025 à Singapour.

## Podiums

### Hommes
| Discipline | Médaille d'or         | Performance    | Médaille d'argent    | Performance    | Médaille de bronze  | Performance    |
| Nage libre |                       |                |                      |                |                     |                |
| 50 m       | Maxime Grousset       | 21 s 68        | Nikita Baez          | 21 s 69        | Rafael Fente-Damers | 21 s 98        |
| 100 m      | Maxime Grousset       | 47 s 50        | Rafael Fente-Damers  | 48 s 02        | Nans Mazellier      | 48 s 21        |
| 200 m      | Roman Fuchs           | 1 min 46 s 40  | Rafael Fente-Damers  | 1 min 47 s 07  | Corentin Pouillart  | 1 min 47 s 71  |
| 400 m      | Pierre Largeron       | 3 min 49 s 84  | Romain Raguenaud     | 3 min 50 s 64  | Tommy-Lee Camblong  | 3 min 51 s 24  |
| 800 m      | David Aubry           | 7 min 48 s 41  | Marc-Antoine Olivier | 7 min 49 s 14  | Damien Joly         | 7 min 51 s 40  |
| 1 500 m    | Damien Joly           | 14 min 58 s 78 | Marc-Antoine Olivier | 15 min 20 s 26 | Émile Vincent       | 15 min 22 s 56 |
| Papillon   |                       |                |                      |                |                     |                |
| 50 m       | Maxime Grousset (RF)  | 22 s 70        | Nikita Baez          | 23 s 23        | Clément Secchi      | 23 s 31        |
| 100 m      | Maxime Grousset (RF)  | 50 s 11        | Clément Secchi       | 51 s 06        | Alexandre d'Agata   | 51 s 24        |
| 200 m      | Clément Secchi        | 1 min 58 s 14  | Sandro Henras-Marouf | 1 min 58 s 73  | Noyan Taylan        | 1 min 59 s 85  |
| Dos        |                       |                |                      |                |                     |                |
| 50 m       | Yohann Ndoye-Brouard  | 24 s 62        | Lysander Osman       | 24 s 75        | Mewen Tomac         | 25 s 13        |
| 100 m      | Yohann Ndoye-Brouard  | 52 s 81        | Mewen Tomac          | 53 s 27        | Jules Andre         | 53 s 98        |
| 200 m      | Yohann Ndoye-Brouard  | 1 min 56 s 38  | Antoine Herlem       | 1 min 56 s 52  | Mewen Tomac         | 1 min 56 s 83  |
| Brasse     |                       |                |                      |                |                     |                |
| 50 m       | Antoine Viquerat (RF) | 27 s 02        | Pierre Goudeneche    | 27 s 10        | Jérémie Delbois     | 27 s 16        |
| 100 m      | Jérémie Delbois       | 1 min 0 s 17   | Carl Aitkaci         | 1 min 0 s 22   | Antoine Viquerat    | 1 min 0 s 35   |
| 200 m      | Antoine Marc          | 2 min 10 s 78  | Antoine Viquerat     | 2 min 11 s 99  | Coerntin Mouton     | 2 min 13 s 19  |
| 4 nages    |                       |                |                      |                |                     |                |
| 200 m      | Émilien Mattenet      | 2 min 0 s 55   | Tom Rémy             | 2 min 1 s 28   | Jacques Saletes     | 2 min 1 s 86   |
| 400 m      | Émilien Mattenet      | 4 min 15 s 02  | Tom Rémy             | 4 min 21 s 18  | Léo Gruart          | 4 min 23 s 71  |

### Femmes
| Discipline | Médaille d'or            | Performance    | Médaille d'argent   | Performance    | Médaille de bronze | Performance    |
| Nage libre |                          |                |                     |                |                    |                |
| 50 m       | Béryl Gastaldello        | 24 s 49        | Analia Pigrée       | 24 s 64        | Marie-Ambre Moluh  | 24 s 95        |
| 100 m      | Béryl Gastaldello        | 53 s 60        | Marina Jehl         | 54 s 24        | Marie Wattel       | 54 s 51        |
| 200 m      | Marina Jehl              | 1 min 58 s 17  | Lucile Tessariol    | 1 min 58 s 39  | Albane Cachot      | 2 min 0 s 34   |
| 400 m      | Anastasiia Kirpichnikova | 4 min 7 s 74   | Lucile Tessariol    | 4 min 11 s 58  | Valentine Leclercq | 4 min 14 s 15  |
| 800 m      | Anastasiia Kirpichnikova | 8 min 26 s 73  | Clara Serra         | 8 min 40 s 76  | Inès Delacroix     | 8 min 43 s 64  |
| 1 500 m    | Anastasiia Kirpichnikova | 15 min 55 s 27 | Clémence Coccordano | 16 min 31 s 83 | Clara Serra        | 16 min 33 s 10 |
| Papillon   |                          |                |                     |                |                    |                |
| 50 m       | Mélanie Henique          | 25 s 97        | Marie Wattel        | 26 s 19        | Jeanne De Murcia   | 26 s 35        |
| 100 m      | Lilou Ressencourt        | 58 s 02        | Marie Wattel        | 58 s 36        | Marina Jehl        | 59 s 46        |
| 200 m      | Lilou Ressencourt        | 2 min 8 s 81   | Soizic Gelfmann     | 2 min 11 s 95  | Léa Musser         | 2 min 13 s 98  |
| Dos        |                          |                |                     |                |                    |                |
| 50 m       | Analia Pigrée            | 27 s 36        | Mary-Ambre Moluh    | 27 s 43        | Pauline Mahieu     | 27 s 84        |
| 100 m      | Pauline Mahieu           | 59 s 13        | Mary-Ambre Moluh    | 59 s 16        | Analia Pigrée      | 59 s 87        |
| 200 m      | Pauline Mahieu           | 2 min 8 s 28   | Lou-Anne Guiton     | 2 min 11 s 66  | Bertille Cousson   | 2 min 12 s 19  |
| Brasse     |                          |                |                     |                |                    |                |
| 50 m       | Giulia Rossi-Bene        | 31 s 24        | Chloé Braun         | 31 s 55        | Lucie Vasquez      | 32 s 29        |
| 100 m      | Cyrielle Duhamel         | 1 min 8 s 14   | Chloé Braun         | 1 min 8 s 53   | Lucie Vasquez      | 1 min 9 s 32   |
| 200 m      | Zia Dupont               | 2 min 30 s 33  | Lucie Vasquez       | 2 min 30 s 70  | Adèle Blanchetière | 2 min 31 s 35  |
| 4 nages    |                          |                |                     |                |                    |                |
| 200 m      | Cyrielle Duhamel         | 2 min 11 s 06  | Camille Tissandié   | 2 min 13 s 92  | Giulia Rossi-Bene  | 2 min 15 s 12  |
| 400 m      | Cyrielle Duhamel         | 4 min 38 s 38  | Camille Tissandié   | 4 min 47 s 20  | Tess Tinker        | 4 min 51 s 11  |